# Кунисаки (полуостров)
Кунисаки (яп. 国東半島 кунисаки-ханто:) — вулканический полуостров в Японии, на северо-востоке Кюсю, в префектуре Оита.

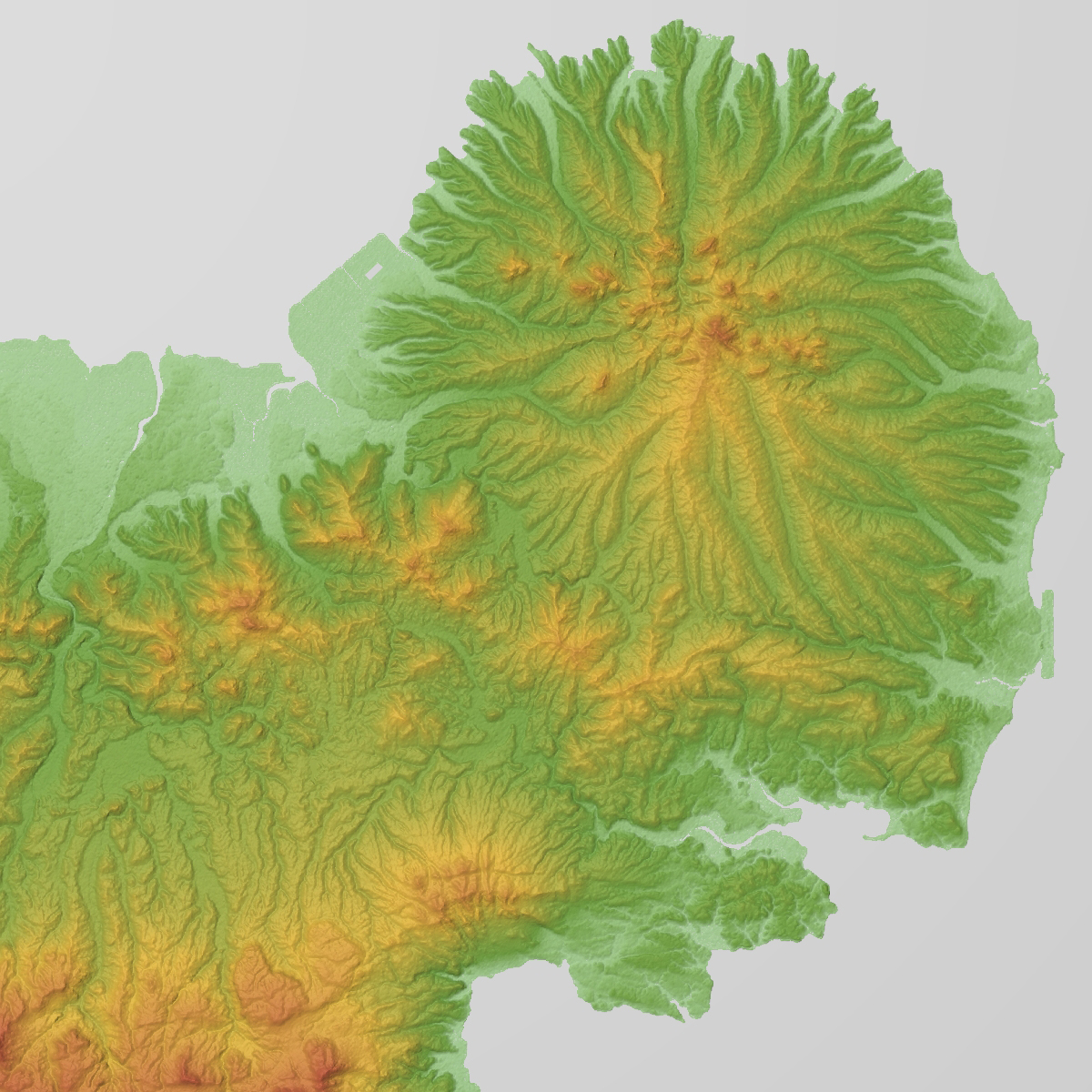
Рельеф полуострова

Большую часть полуострова занимает вулкан Футаго высотой 721 м.
Площадь поверхности — 877,7 км². На 2016 год население полуострова составляло 116.212 человек. Климат Кунисаки сухой — среднегодовая температура составляет 16 °C, годовая норма осадков — 1500 мм. Территорию полуострова занимают города Бунготакада, Кунисаки и Кицуки и посёлок Хидзи.